# Lifan
Lifan Technology Group Co Ltd (кит. 力帆, «Идти на всех парусах», палл. лифань) — китайская частная компания, специализирующаяся на производстве легковых автомобилей, автобусов, мотоциклов, скутеров, квадроциклов. Штаб-квартира находится в городе Чунцин. Компания спонсирует футбольный клуб Чунцин Лифань, выступающий в Суперлиге Китая.

## История
Изначально компания называлась Chongqing Hongda Auto Fittings Research Centre, была основана Инь Миншанем (кит. Yin Mingshan) в 1992 году. Первоначально она специализировалась на ремонте мотоциклов. Компания была переименована в Lifan Industry Group в 1997 году. К концу 1990-х годов компания выпускала по 2 млн мотоциклов в год. В 2000 году был куплен футбольный клуб Чунцина.
В 2003 году был куплен Чунцинский автомобильный завод, на котором в 2005 году компания начала выпуск автомобилей, в основном копий популярных зарубежных моделей. Первыми из выпущенных автомобилей стали минивэн и пикап LF6361/1010 на основе Daihatsu Atrai 1999 года. В декабре 2005 года был запущен в производство Lifan 520/520i с бразильским двигателем Tritec. На 2012 год модельный ряд Lifan состоял из малолитражки 320, компактного седана и хетчбэка 520/520i, небольшого седана 620 и компактного кроссовера X60. В ноябре 2010 года компания разместила свои акции на Шанхайской фондовой бирже, однако с этого момента начали нарастать финансовые проблемы. В 2017 году Инь Миньшань ушёл с поста председателя совета директоров, хотя и сохранил контроль над компанией.
В 2020 году продажи компании упали на 95 % по сравнению с предыдущим годом, и в августе она подала в суд заявление о банкротстве и начале реструктуризации. От ликвидации компания была спасена другим китайским автопроизводителем Geely, перепрофилировавшим Lifan на производство электромобилей под маркой Livan. 

## Продукция
Автомобили
- Lifan 820 — флагманская модель компании, выпускается с 2015 года, продаётся в России с 2017 года под названием Lifan Murman
- Lifan X60 — выпускается с 2011 года, продаётся в России с 2012 года
- Lifan 320 (название в России — Lifan Smily)
- Lifan 520 (в России — Lifan Breez)
- Lifan 530 — продавался в России под именем Lifan Celliya в 2014—2016 годах
- Lifan 620/630/650 — продаётся в России под именем Lifan Solano
- Lifan 720 — продавался в России под именем Lifan Cebrium в 2014—2015 годах
- Lifan X50 — выпускается с 2014 года, продаётся в России с 2015 года
- Lifan Myway — выпускается с 2016 года, продаётся в России с 2017 года
- Lifan X70 — выпускается с 2017 года, продаётся в России с 2018 года

Грузовики
Мотоциклы
Двигатели
- Lifan 820 «Мурман»
- Lifan 520
- Lifan 320
- грузовики Lifan
- мотоцикл LF150-14

### Lifan в России
В марте 2010 года на автозаводе «Дервэйс» в Карачаево-Черкесии запущено производство автомобилей «Lifan». В 2014 году на предприятии было выпущено 24,8 тыс. автомобилей этой марки. В 2015 году из-за резкого падения продаж было объявлено о сокращении выпуска на 40—60 %, до 10—15 тыс. единиц, и переносе запланированного на 2015 год начала выпуска новой модели Lifan 820. В первом полугодии 2015 года на «Дервейс» выпущено всего лишь 5 тыс. машин Lifan.
В 2015 году Lifan объявлял о планах строительства собственного автозавода на площадке ОЭЗ «Липецк», который предполагалось запустить летом 2017 года. Однако в 2018 году строительство завода так и не было начато.
Сборка нескольких моделей из комплектующих «Lifan» также налажена на заводе имени Дегтярёва.
С апреля 2022 года, компания, фактически перестала осуществлять продажи в РФ и Беларусии